# Iglesia de San Sebastián (Madrid)
La iglesia de San Sebastián es una de las iglesias del casco histórico de Madrid, situada en la calle de Atocha, n.º 39, en el antiguo barrio de las Musas. Alberga los restos mortales del dramaturgo Lope de Vega, aunque hoy se desconoce su situación exacta.

## Historia

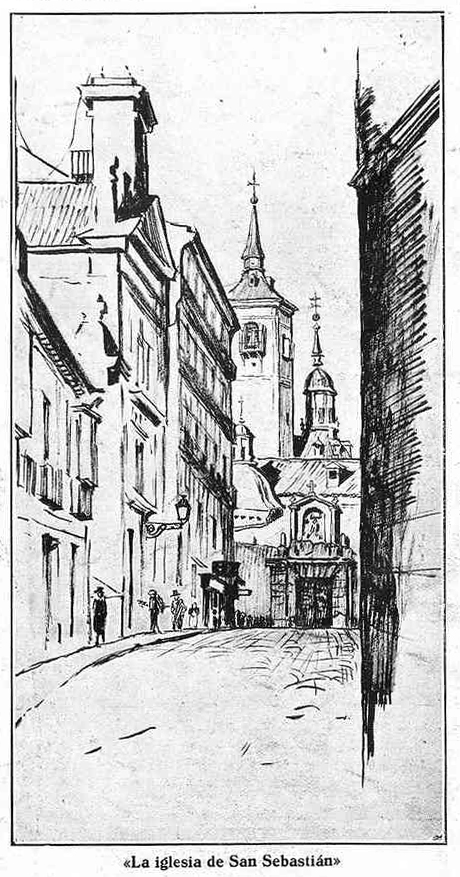
Vista de la iglesia por Sancha (La Esfera, 1923)

El origen de su nombre se debe a una ermita que se encontraba en el camino hacia el santuario de Nuestra Señora de Atocha, sobre el que se funda en 1541. Por entonces estaba probablemente aneja a la parroquia de la Santa Cruz. Al constituirse en parroquia independiente a los pocos años, se le asignan parte de los feligreses de ésta. Hacia 1550 el primitivo edificio es demolido por amenazar ruina. Se compra en 1553 el actual solar de la calle Atocha, y de 1554 a 1575 es levantado el edificio bajo la dirección de Antonio Sillero, que realiza también la actualmente conocida como capilla del Sagrado Corazón. Esta iglesia, junto con la de san Luis (desaparecida), conservaban el derecho de asilo, es decir, se podían refugiar en ellas quienes temían la persecución de la justicia.

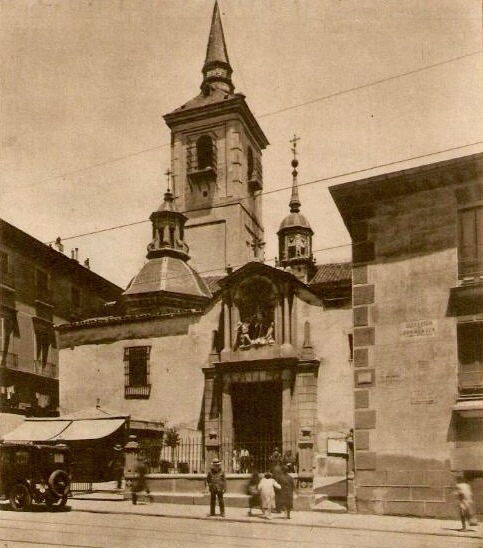
Fotografía anterior a su destrucción, en 1936

A lo largo de los años se irían añadiendo nuevas capillas. Las ampliaciones fueron obra de Antonio de la Tijera, Juan de Bulga Valdelastras y Juan de Obregón (maestros de obras) entre 1595 y 1598. La torre de la iglesia fue construida en 1612 por Lucas Hernández. Ángel Fernández de los Ríos —en su Guía de Madrid, de 1876— sitúa la fundación de la cofradía de comediantes de la Virgen de la Novena, el 24 de julio de 1624, por los «representantes» (actores), «autores» (empresarios) y dramaturgos de la villa, en la parroquia de San Sebastián (en cuyo pequeño camposanto consta que se depositaron los restos mortales del «Fénix de los Ingenios», Lope de Vega).
Durante la Guerra Civil es saqueada al poco de su comienzo, y convertida por los comunistas en depósito de municiones, para ser destruida en la noche del 19 al 20 de noviembre de 1936 por una bomba de la aviación franquista dado que había sido convertida en objetivo militar importante. Esto causa que muchas de las obras que tenía en depósito (por ejemplo, una imagen de San Blas está ahora en el convento de San Jerónimo el Real) se trasladen a otros templos. Al finalizar la contienda fue restaurada por Francisco Íñiguez Almech entre 1943 y 1959, cambiando este arquitecto la orientación del edificio y dejando la antigua torre, que fue una de las más altas de Madrid, tristemente inacabada. El 16 de octubre de 1969 es declarada Bien de Interés Cultural con categoría de monumento (BOE 28-10-1969)

## Capillas

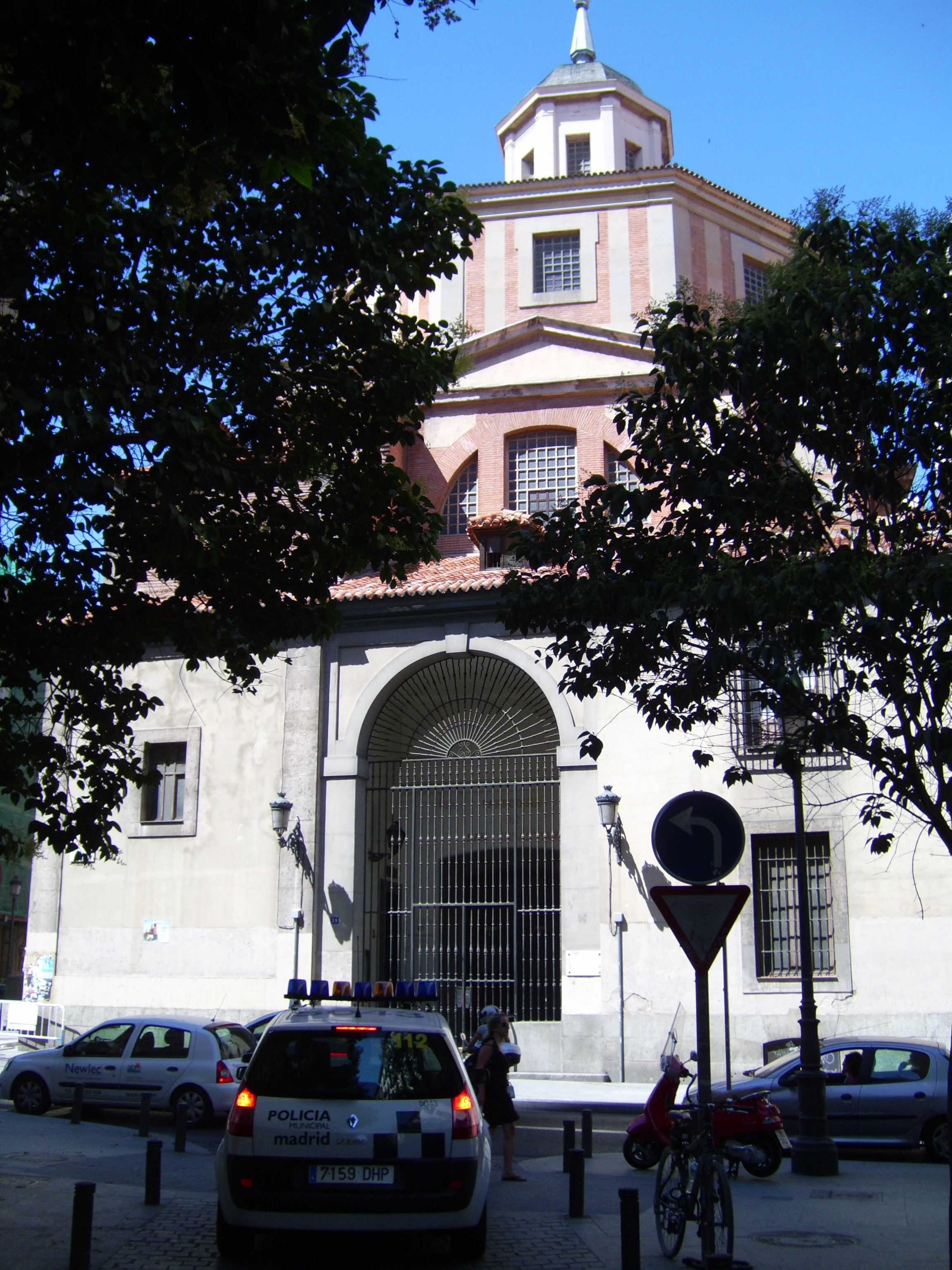
Fachada a la calle Atocha

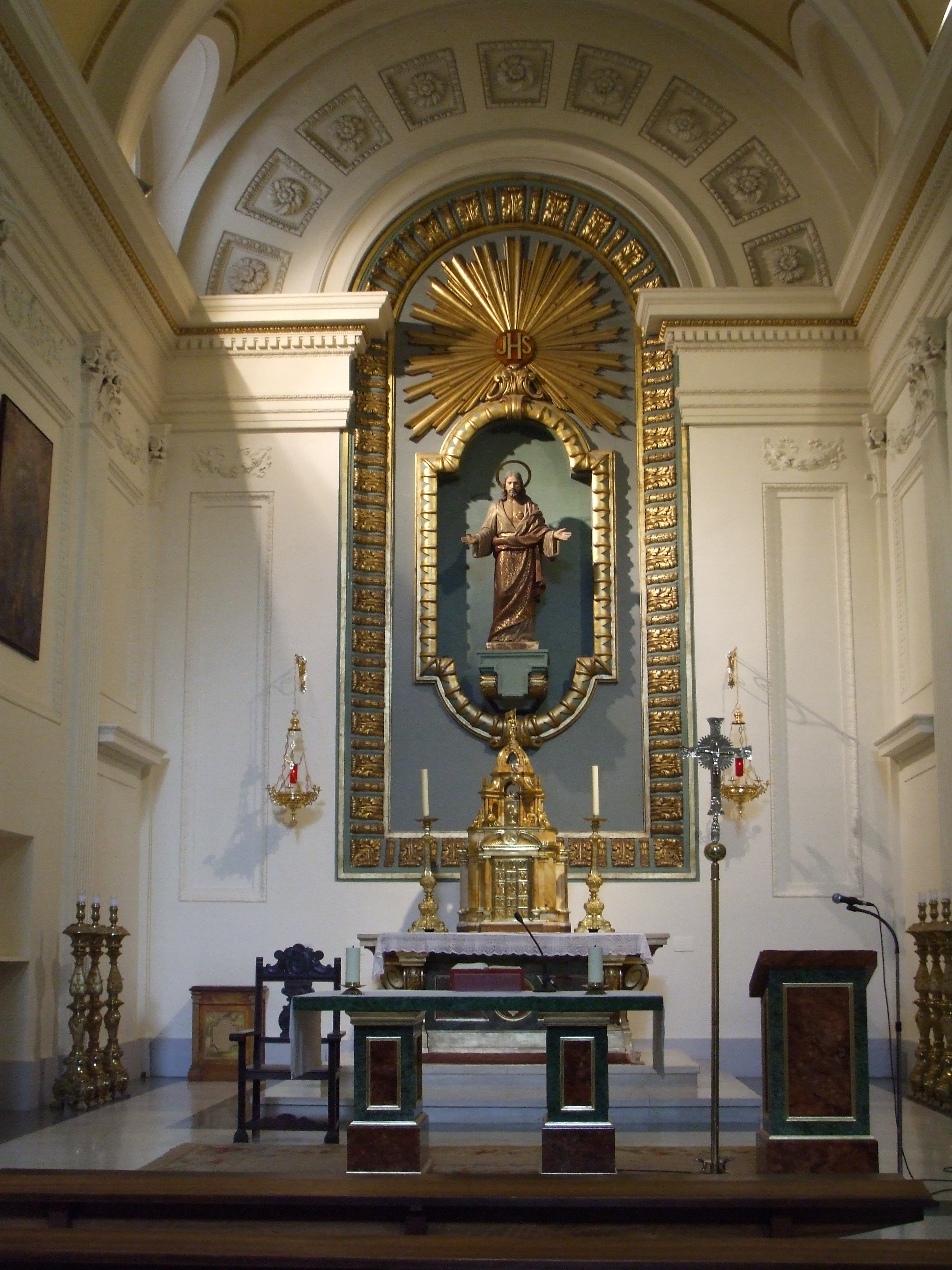
Capilla del Sagrado Corazón

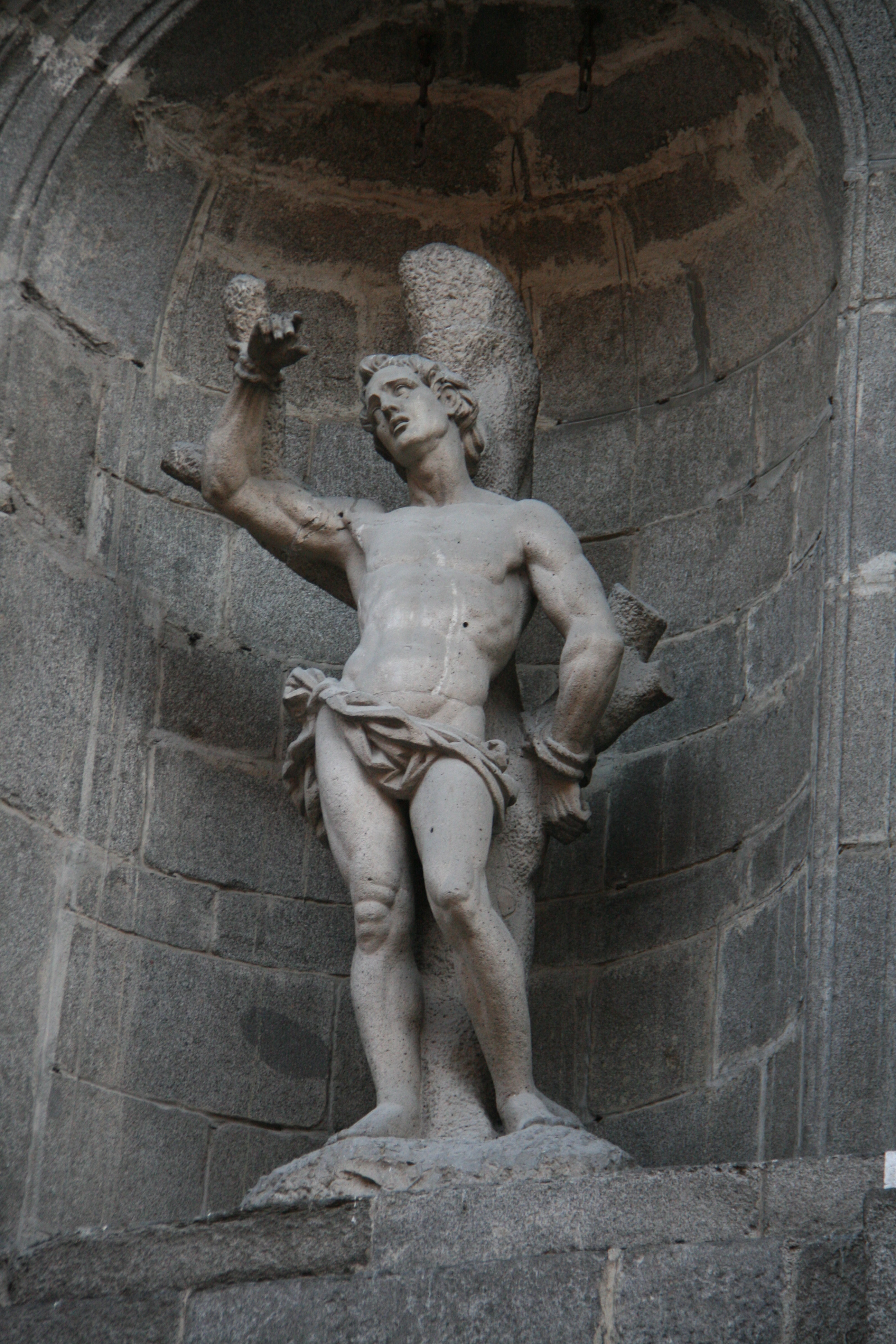
San Sebastián, por Luis Salvador Carmona, portada principal del templo

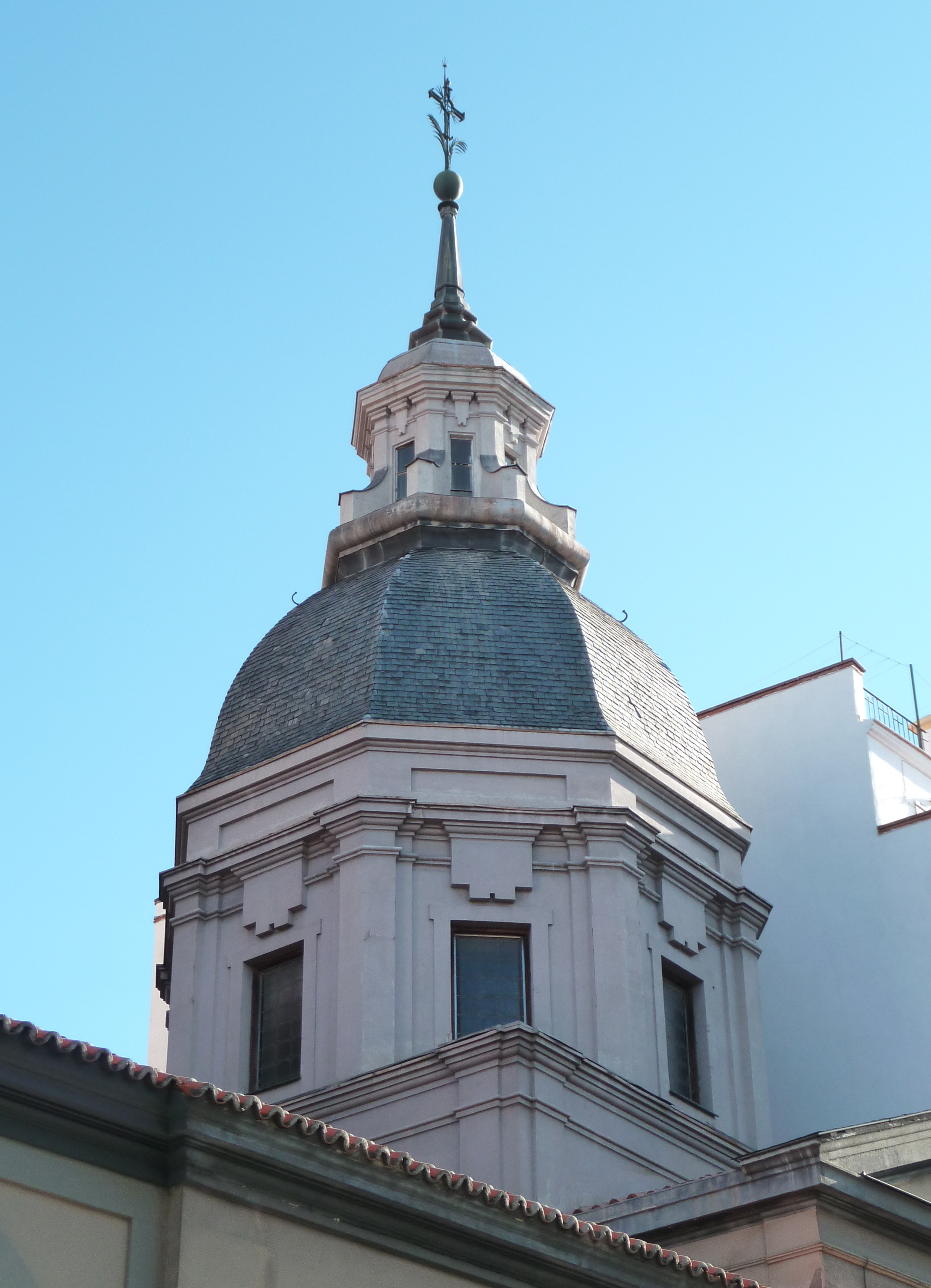
Cúpula de la capilla de Belén

La mayoría de las capillas del templo fueron financiadas durante el siglo XVIII por arquitectos, comediantes y otros gremios profesionales. Nos encontramos con la capilla de Belén o de los Arquitectos, diseñada por Ventura Rodríguez en 1784; la de los Actores, proyectada por Silvestre Pérez; o la de los Guardias, según el proyecto de Pedro Arnal de 1793. En cuanto a la capilla Mayor, la realizó Julián de Barcenilla entre 1787 y 1788.

### Capilla de Nuestra Señora de Belén o de los Arquitectos
También conocida como capilla de los Arquitectos, ya que fue adoptada por éstos para su devoción y sepultura. Construida en 1693 por Francisco Moreno como maestro en obras, fue remodelada por Ventura Rodríguez en 1766-1768. En ella están sepultados arquitectos notables como el mismo Ventura Rodríguez o Juan de Villanueva. La capilla se encuentra a la derecha de la entrada, protegida por una reja acristalada.

### Capilla del Sagrado Corazón
Situada a la izquierda de la entrada, es obra de Antonio Sillero.

### Capilla de Nuestra Señora de la Novena
Adoptada por los cómicos (actores de teatro) para su devoción.

### Capilla de Maravillas de Jesús
Dedicada a Maravillas de Jesús.

## Importancia histórica
Debido a su situación, son numerosísimas las personas con una relevancia histórica, desde presidentes del gobierno como Práxedes Mateo Sagasta a bandoleros como Luis Candelas que figuran en sus archivos parroquiales por nacimientos, bautismos, bodas o defunciones. El más notable de todos ellos es Miguel de Cervantes, que falleció en la cercana calle del León, aunque fue sepultado en el convento de las Trinitarias Descalzas. Matías Fernández García ha publicado un libro a partir de los archivos parroquiales con pequeñas notas biográficas de más de 2500 personas célebres relacionadas con la parroquia. Esta es quizá la causa más importante en su declaración como monumento. En la entrada de la iglesia hay una placa de azulejo con un pequeño extracto:

### Bautizados
- Ramón de la Cruz (1731)
- Leandro Fernández de Moratín (1760)
- Patricio de la Escosura (1807)
- Jerónimo María Usera y Alarcón (1810)
- Francisco Asenjo Barbieri (1823)
- José Osorio y Silva (1825)
- Luis de Madrazo (1825)
- José de Echegaray (1832)
- Enrique de Aguilera y Gamboa (1845)
- Jacinto Benavente (1866)
- Agustín Lhardy Garrigues (1847)
- Tirso de Molina (1579)
- Santa Maravillas de Jesús (1891)

### Difuntos
- Miguel de Cervantes (1616)
- Lope de Vega (1635)
- Juan Ruiz de Alarcón (1639)
- Antonio de Pereda (1678)
- Juan Vicente Ribera (1736)
- Ventura Rodríguez (1788)
- Ramón de la Cruz (1794)
- Nicolás del Campo (1803)
- Juan de Villanueva (1811)
- José de Espronceda (1842)

### Matrimonios
- Gustavo Adolfo Bécquer (19/5/1861)
- Julián Romea (1836)
- Práxedes Mateo Sagasta (16/2/1885)
- Emilio Thuillier (1)
- Martín Belda (1850)[6]
- Mariano José de Larra (13/8/1829)
- José Llaneces (9/7/1898)
- Pastora Imperio (20/2/1911)
- Rafael Gómez Ortega (20/2/1911)
- Breton de los Herreros

## Cementerio
El cementerio de la iglesia estaba situado detrás de la misma, donde se unen la calle Huertas y la calle de San Sebastián. Tras su desaparición debida a la remodelación de la zona, fue sustituido por una floristería «que no ha cerrado ni por el bombardeo». En él estuvo sepultado Lope de Vega, pero es además célebre porque fue escenario de una escena sobrecogedora, pues tras dar sepultura al cuerpo de la conocida actriz María Ignacia Ibáñez la Divina, su amante el escritor José Cadalso, incapaz de soportar la soledad que la muerte de su amada le produjo, volvió una noche al camposanto para desenterrar su cuerpo, siendo sorprendido en plena acción por los criados del conde de Aranda (amigo y protector de Cadalso en aquellos días), gracias a los cuales depuso su actitud para regresar a su casa.